# Stade Hassouna-Zerdani
Le Stade Hassouna-Zerdani est un stade de football situé dans la ville algérienne d’Oum El Bouaghi. Il est le stade résidant de l'Union sportive Chaouia.